# Sarah Orban
Sarah Orban, née le 22 octobre 1995 à Calgary est une coureuse cycliste canadienne, spécialiste des épreuves de vitesse sur piste.

## Biographie
Sarah Orban est une sportive polyvalente. Elle commence à jouer au football et obtient une bourse d'études au Lethbridge College au sein de la Team Pronghorns. Elle pratique également l'athlétisme. En 2015, elle a participé à un camp de recrutement pour du skeleton. Elle obtient un diplôme en psychologie au collège, ce qui lui permet d'être acceptée comme étudiante de premier cycle à l'Université de Lethbridge, où elle continue à jouer au football et à courir,. Elle décroche son bachelor en kinésiologie et psychologie et prévoit par la suite d'étudier la psychologie du sport. En 2017, elle remporte la finale du « RBC training ground », un programme de développement des talents olympiques, à Calgary. Comme prix, elle remporte un voyage aux Jeux olympiques d'hiver de Pyeongchang. Elle dirige également le blog de nutrition Sorbs Cooking depuis 2020.
Elle décide de se concentrer sur le cyclisme sur piste, où elle est entrainée par Tanya Dubnicoff. En 2019 et 2020, elle devient championne du Canada de vitesse par équipes, avec Kelsey Mitchell. En 2021, lors de la manche de Coupe des nations de Cali, elle est troisième du tournoi de vitesse individuelle et de la vitesse par équipes.

## Palmarès

### Jeux olympiques
- Paris 2024
  - 8e de la vitesse par équipes

### Championnats du monde
| Épreuve / Édition              | 500 mètres | Vitesse individuelle | Vitesse par équipes |
| Berlin 2020                    | 19e        | 27e                  |                     |
| Roubaix 2021                   |            | 17e                  | 8e                  |
| Saint-Quentin-en-Yvelines 2022 | 19e        | 18e                  | 8e                  |

### Coupe des nations
- 2021
  - 3e de la vitesse à Cali
  - 3e de la vitesse par équipes à Cali
- 2022
  - 2e de la vitesse par équipes à Glasgow
  - 3e de la vitesse par équipes à Milton
- 2023
  - 2e de la vitesse par équipes à Milton

### Championnats panaméricains
- Lima 2022
  -  Médaillée d'or de la vitesse par équipes (avec Kelsey Mitchell et Lauriane Genest)
- San Juan 2023
  -  Médaillée d'argent de la vitesse par équipes
- Los Angeles 2024
  -  Médaillée d'argent de la vitesse par équipes

### Jeux panaméricains
- Santiago 2023
  -  Médaillée de bronze de la vitesse par équipes

### Jeux du Commonwealth
| Édition / Épreuve | Vitesse par équipes |
| Birmingham 2022   | Argent              |

### Championnats nationaux
- 2018
  - 3e de la vitesse par équipes
- 2019
  -  Championne du Canada de vitesse par équipes (avec Kelsey Mitchell)
  - 3e du 500 mètres
- 2020
  -  Championne du Canada de vitesse par équipes (avec Kelsey Mitchell)
- 2022
  -  Championne du Canada de vitesse par équipes (avec Kelsey Mitchell et Erica Rieder)
  - 2e de la vitesse
  - 2e du keirin
  - 3e du 500 mètres
  - 3e de la poursuite par équipes
- 2023
  -  Championne du Canada de vitesse par équipes
  - 2e du keirin
  - 3e de la vitesse
- 2024
  - 2e de la vitesse
- 2025
  -  Championne du Canada du kilomètre
  -  Championne du Canada de vitesse individuelle
  - 2e du keirin